# Incompetencia
Incompetencia es un término que indica ineficacia de un sujeto o sistema frente a su universo y  tiene varias acepciones, social, económica, sistémica e incluso es aplicable a lo natural.
La incompetencia social es la que indica a aquella persona natural o sistema que no tiene la capacidad o las competencias necesarias para resolver o funcionar de manera eficiente.
El término también es usado en economía para indicar a aquellas empresas o sistemas económicos que son incapaces de sostenerse de manera eficaz en el mercado.
En términos judiciales, un juzgado puede declararse incompetente cuando el caso que gestiona escapa a sus alcances.
La incompetencia es antónimo al término competitividad.
En la naturaleza, un depredador avanzado en edad se torna incompetente para procurarse de sus presas naturales y opta por presas que no estaban en su espectro alimenticio; esto es común en tigres en la India y leones en África.

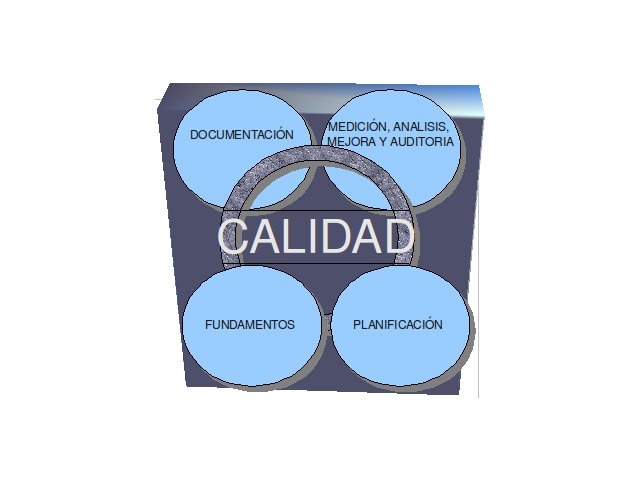
La implementación de un sistema de calidad puede ser una herramienta eficaz contra la incompetencia.

## Teorías de la incompetencia
Los siguientes ejemplos genéricos pretenden explicar las causas de la incompetencia.
En términos laborales, un individuo se torna incompetente en su cargo cuando  ocurre alguna de estas situaciones:
- Falta de motivación personal y carencia de liderazgo en sus superiores.
- Ascensos a puestos para los cuales no está capacitado.
- Pérdida de los objetivos y metas de su cargo.
- Adquisición de malos hábitos laborales.
- Conformismo y pasividad ante los cambios.
- Dilución de los niveles de autoridad en el sistema.
- Decepción ante políticas empresariales ambiguas.
- Incapacidad de trabajo en equipo, incapacidad de socialización.

Una gerencia muy rígida y alejada de sus empleados puede ser causa de ineficacias que derivan en la incompetencia.

En términos económicos, una empresa podría tornarse incompetente en el mercado cuando ocurren algunos de estos ejemplos:
- Incapacidad de comprensión de los cambios y tendencias del mercado.
- Incapacidad de adaptación a lo que demanda el mercado.
- Incapacidad de mantener el equilibrio entre la oferta y la demanda.
- Falta de modernización e incorporación de nuevas herramientas tecnológicas.
- Falta de un marketing adecuado.
- Exceso de burocracia.
- Gerencias rígidas y mandos medios mediocres.
- Sistemas de gestión de la calidad inexistentes,  mal implementados o débiles.
- Malas prácticas empresariales.
- Índices de productividad deficientes.
- Objetivos y políticas no traspasados a los niveles inferiores de autoridad.
- Incapacidad de negociación y captura de nichos de demanda.

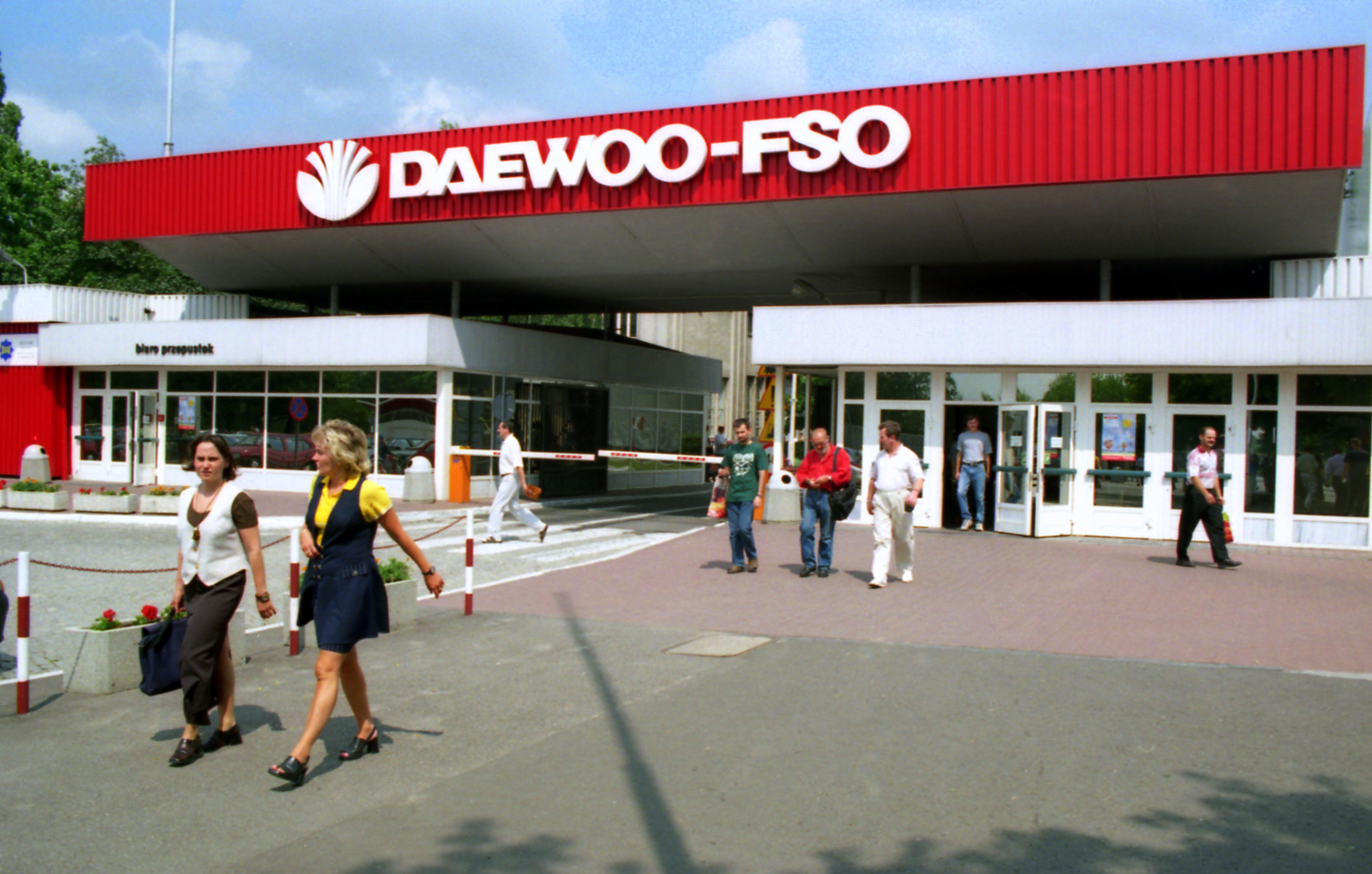
Las grandes empresas no están exentas de ser afectadas por incompetencia en algunos de sus niveles. La Daewoo fue un caso emblemático de incompetencia frente a su nivel de endeudamiento.